# 971 v.Chr.
Het jaar 971 v.Chr. is een jaartal volgens de christelijke jaartelling.

## Gebeurtenissen

### Assyrische Rijk - Mesopotamië
- Arameeërs vallen het Assyrische Rijk in Mesopotamië binnen. De traditionele feesten van Babylon worden uitgesteld.